# Домет
У Информатици термин домет може да означава:
1. Могуће вредности које могу да буду смештене у променљивој.
2. Горњу и доњу границу низа.
3. Помоћне итераторе.

## Домет променљивих
Домет променљивих су све могуће вредности које променљива може да има. Ако је променљива цео број, њена вредност мора да буде цео број, и домет обухвата све бројеве који су у оквиру њега(подразумевајући најмањи и највећи). На пример, домет означеног 16-битног целог броја променљиве су сви цели бројеви од −32,768 до +32,767.

## Домет низа
Када је низ бројевно индексиран, његов домет је доња и горња граница низа. У зависности од окружења, упозорења, фаталних грешки или непревидивог понашања, десиће се да низ приступи елементу изван његовог домета. У неким програмским језицима, као сто је C, низови имају фикси доњи део границе (нула) и садржаће податке на свакој позицији до горње границе (тако ће низ са 5 елеманата имати опсег од 0 до 4). У другим, као сто је PHP, низ може имати рупе у којима није дефинисан ниједан елемент, а самим тим, низ са дометом од 0 до 4 ће имати до 5 елеметаната (а најмање 2).

## Домет као помоћни итератор
Други смисао домета у Рачунарству је итератор. Када се дефинише у овом смислу, домет се дефинише као „пар почетак–крајитератора упакованих заједно“. Расправљено је да "Домети су супериорне апстракције" (у поређењу са итераторима) из неколико разлога, укључујући и бољу сигурност. 
Посебно, такве домете подржавају Boost C++ Libraries и D стандардна библиотека.